# Корух
Корух (груз. ჭოროხი, грч. Άκαμψις) је река која извире у планинама Месцит у североисточној Турској, протиче кроз градове Бајбурт, Испир, Јусуфели и Артвин, дуж раседа Келкит-Чору, пре него што се улива у Грузију, где стиже до Црног мора јужно од Батумија и неколико километара северно од турско-грузијске границе.
У Аријановом Periplus Ponti Euxini, назива се Акампис (грч. Άκαμψις); Плиније Старији је реку можда побркао са другом реком под називом Батис. Прокопије из Цезарије пише да је назван Акампсис јер је било немогуће проћи кроз њега након што је ушао у море, будући да свој ток избацује таквом снагом и брзином, изазивајући велику пометњу воде пред собом, да излази веома велика удаљеност у мору и онемогућава пловидбу на тој тачки.

## Биодиверзитет
Долина Чороки лежи у еколошкој зони Кавказа, коју Светска фондација за природу и Conservation International сматра жариштем биодиверзитета. Турске организације за заштиту долине Корух препознају као важно подручје биљака, важно подручје за птице, кључно подручје биодиверзитета и номиновано је као подручје високог приоритета за заштиту. Ова долина је богата биљкама и садржи 104 национално угрожене биљне врсте од којих је 67 ендемских за Турску.

## Рекреација
Корух је назван „драгуљ еко-туризма“ и „последња преостала дивља река у Турској“, а пројекат развоја туризма источне Анадолије промовише га за вожњу кајаком. Привлачи кајакаше и рафтере из целог света и био је место одржавања 4. светског првенства у рафтингу 1993. и такмичења у кајаку Корух Екстрим 2005.

## Бране
Укупно 17 великих хидроелектрана планирано је као део развојног плана реке Корух али је укупно 27 предложено за слив реке Корух. Према Развојном плану Корух, завршено је 8 брана (Аркун, Артвин, Борчка, Деринер, Гулубаг, Муртли, Тортум и Јусуфели), још 2 су у изградњи.
| Бране      | Фаза                                     |
| ---------- | ---------------------------------------- |
| Тортум     | Оперативно – река Тортум (притока Корух) |
| Муратли    | Оперативни                               |
| Борцка     | Оперативни                               |
| Деринер    | Оперативни                               |
| Олур       | Планирано                                |
| Баглик     | Планирано – река Берта (притока Коруха)  |
| Бајрам     | Планирано – река Берта (притока Коруха)  |
| Артвин     | Оперативни                               |
| Јусуфели   | Оперативни                               |
| Алтипармак | Планирано – река Бархал (притока Коруха) |
| Ајвали     | Планирано – река Олту (притока Коруха)   |
| Олур       | Планирано – река Олту (притока Коруха)   |
| Аркун      | Оперативни                               |
| Аксу       | Идејна изградња                          |
| Гулубаг    | Оперативни                               |
| Испир      | Планирано                                |
| Лалели     | У изградњи                               |